# Романтик (фильм)
«Романтик» — советский художественный драматический фильм 1989 года, снятый Марком Брауде на киностудии «Беларусьфильм», его последняя работа в области кино. Экранизация одноимённой повести Лидии Вакуловской.
Премьера фильма состоялась в июле 1990 года.

## Сюжет
Николай возвращается с Севера, заработав там приличные деньги, но вскоре оказывается, что все его труды были напрасны. Не смотря на то, что теперь в доме полный достаток, привезённые им деньги разрушают семью: спивается жена Гера, крадёт их сын, другие родственники постоянно ссорятся. Всё это, а также воспоминания о работе на Севере, где он был специалистом по отстрелу одичавших собак, сказывается на психике Николая. У него начинаются видения и припадки, в результате чего мужчина оказывается в психиатрической больнице.

## Роли исполняют
- Олег Мокшанов — Николай
- Татьяна Васильева — Гера
- Еугения Плешките — Зинаида Павловна
- Всеволод Платов — Матвей Сафронович
- Вера Улик — тётя Сима
- Владас Багдонас — профессор

## Съёмочная группа
- Автор сценария: Владимир Гусаков
- Режиссёр: Марк Брауде
- Операторы: Марк Брауде, Константин Ремишевский
- Художник: Александр Верещагин
- Композитор: Антон Адасинский
- Звукооператоры: Сензер Шухман, Андрей Волков

## Критика
Страшная ситуация. Страшный сюжет. Сцены одна другой пронзительнее. Ловишь что-то уже от Бергмана («Сцены из супружеской жизни»), что-то от Романа Полянского («Отвращение»), что-то от Теннесси Уильямса (скажем, «Кошка на раскалённой крыше»)... Но успокойтесь, граждане и гражданки! Фильм «Романтик» ставит советский режиссёр, и, конечно, он призван живо вывесить плакатик-транспарант с плюс-минусной, чёрно-белой подписью.
— Иван Жаркий, журнал «Экран»